# Tommaso Martinelli
Tommaso Maria Martinelli O.S.A. (ur. 4 lutego 1827 w parafii Sant'Anna, zm. 30 marca 1888 w Rzymie) – włoski duchowny katolicki, wysoki urzędnik Kurii Rzymskiej, kardynał.

## Życiorys
Jego młodszym bratem był Sebastiano Martinelli, również kardynał. W roku 1842 wstąpił do zakonu augustianów w Lucca. Ukończył augustiański dom studiów w Rzymie (magisterium w roku 1859). Święcenia kapłańskie otrzymał 22 grudnia 1849. Był następnie związany z konwentem w Fermo. Od roku 1855 wykładał w Rzymie, m.in. na Uniwersytecie La Sapienca. Ponadto był sekretarzem swego zakonu (od. 1859), a także wizytował takie kraje jak Belgia, Holandia, Irlandia, Bawaria, i Bohemia wraz z superiorem generalnym augustianów w roku 1862. Od 1864 konsultor w Kongregacji Indeksu. W roku 1865 wybrany asystentem generalnym swego zakonu. W latach późniejszych związany był również z kilkoma uczelniami rzymskimi. Jako teolog brał udział w Soborze watykańskim I.
Na konsystorzu z grudnia 1873 został kardynałem diakonem S. Giorgio in Velabro. 12 marca 1874 mianowany pro-prefektem Świętej Kongregacji ds. Studiów. Został niedługo potem kardynałem prezbiterem z tytułem S. Prisca. W kolejnych latach przenoszony był na prefektury innych kongregacji: Obrzędów (1877–1878) i Indeksu (od 1878 do swej śmierci). Brał udział w konklawe 1878. W latach 1883–1884 kamerling Świętego Kolegium Kardynałów. Po włączeniu do grona kardynałów biskupów w 1884 przyjął sakrę biskupią z rąk kardynała Raffaele Monaco La Valletta. Zmarł po krótkiej i gwałtownej chorobie. Pochowany został na Campo Verano.